# Walter Lattenmayer
Walter Lattenmayer (* 30. Mai 1948 in Wien) ist ein österreichischer Anwalt mit Schwerpunkt Bau-, Liegenschafts- und Wohnrecht und Sachbuchautor.

## Leben
Walter Lattenmayer studierte in Wien Rechtswissenschaften an der Universität Wien (Promotion 1971). Die Eintragung in die Liste der Rechtsanwälte erfolgte 1976. Ab diesem Zeitpunkt war er als selbständiger Rechtsanwalt in Wien tätig.

## Publikationen
- Gewährleistung-Schadenersatz im Bauwesen. In: Schriftenreihe Technik und Recht. Verlag ORAC, 1979.
- Wohnungseigentum, Einführung, Vertragsmuster. In: Schriftenreihe Musterverträge, Verlag ORAC, 1. Auflage, 2. Auflage, 3. Auflage 1998, 4. Auflage 2008.
- Praxishandbuch Bauvertrags- und Bauhaftungsrecht, Teil Architektenvertrag. MANZsche Verlags- und Universitätsbuchhandlung.
- Rechtliche Probleme im Internet. In: Schriftenreihe des Ludwig Boltzmann Instituts für Europäisches und Internationales Technologierecht.
- Muster zum Baurecht I – Erläuternde Musterbriefe für alle Bauabschnitte. MANZ Verlag, Wien 2007.

## Auszeichnungen
- 2017 Goldenes Ehrenzeichen für Verdienste um die Republik Österreich[1][2]